# JR千葉硬式野球部
JR千葉硬式野球部（ジェイアールちばこうしきやきゅうぶ）は、千葉県千葉市に本拠地を置き、日本野球連盟に加盟している社会人野球の企業チームである。

## 概要
チームの歴史は古く、1921年には千葉鉄道管理局硬式野球部が存在していた（ただし、連盟への登録は1927年）。1987年の国鉄民営化に伴い、全国に点在していた鉄道管理局チームは各会社ごとのチームに吸収されていき、千葉チームも日本野球連盟から脱退している。
2002年、純粋な社内のクラブ活動として続けられてきた野球部を公式戦につなげたいとの機運が高まり、クラブチーム『JR千葉支社硬式野球クラブ』として日本野球連盟に新規登録された。さらに、JR本社からの支援を受けられなくとも企業チームとして活動している盛岡、秋田、水戸の3チームの活動に刺激を受け、千葉でも企業チーム登録をとの声が上がり、2007年シーズンからチーム名を『JR千葉硬式野球部』に改称し、登録もクラブチームから企業チームに変更された。
近年は、大阪桐蔭や木更津総合、国際武道大などの強豪校や秋田県、福島県、鹿児島県など地元千葉県だけでなく県外からの選手も多く所属している。

## 沿革
- 1987年 - 千葉鉄道管理局硬式野球部が廃部
- 2002年 - 「JR千葉支社硬式野球クラブ」として13年ぶりに新規加盟
- 2007年 - 「JR千葉硬式野球部」に改称、登録もクラブチームから企業チームに変更。

## 主な出身プロ野球選手
- 渡辺守（投手） - 1971年ドラフト6位で阪急ブレーブスに入団